# ハロルド・シュクマン
ハロルド・シュクマン（英: Harold Shukman、1931年3月23日 – 2012年7月11日）は、ロシアの歴史を専門とする英国の歴史家。
シュクマンは、ロンドンで、ロシア帝国から逃れてきたユダヤ系移民の家庭に生まれた。彼の父親であるデイヴィッド・シュクマン・シュクマンは、最初に生まれた息子デイビッド・シュクマンにファーストネームを付けたもので、英国に移住して定住する前はポーランドのバラヌフに住んでいたユダヤ人コミュニティの一員であった。

## 経歴
大学卒業後、英国での兵役を終えた後、ケンブリッジとコーンウォールのボドミンにある言語学者のための合同学校にてロシア語コースを受講。その後、ノッティンガム大学でロシア語とセルビア・クロアチア語を学んで学位を取得。その後、オックスフォード大学で、ユダヤ人労働組合をテーマとして1960年に博士号を取得した。博士号を取得した後、オックスフォード大学で学究的なキャリアを積み、最終的にはセント・アントニーズ・カレッジのロシア語センターの所長となった。1998年に退職。
数多くの学術書に加え、アナトリー・リュバコフの著書（『Heavy Sand』、『アルバートの子供たち』）、ドミトリー・ヴォルコゴーノフによるウラジーミル・レーニンの伝記（1994年）の翻訳も手がけている。

## 家族
シュクマンは2度結婚している。最初の妻は同じくロシア研究者のアン・キング＝ファーローで、2番目の妻バーバラ・シュクマンはベンジャミン・グッゲンハイムとフローレット・セリグマン・グッゲンハイムの孫娘で芸術家。息子のヘンリー・シュクマンは旅行作家で小説家。もう一人の息子、デイヴィッド・シュクマンは科学ジャーナリストである。

## 著作
- 「Lenin and the Russian Revolution」（レーニンとロシア革命）、1967年
- 「Stalin」（スターリン）、1999年
- 「A History of World Communism」（1975年）、ウィリアム・ディーキン（英語版） 、ハリー・ウィレッツ（英語版） 共著
- 「Heavy Sand」（1981年）、アナトリー・リュバコフ（英語版）著/シュクマン 翻訳、Viking Press、ISBN 978-0-67-036499-2
- 「アルバートの子供たち（ロシア語版）」、1988年、アナトリー・リュバコフ 著/シュクマン 翻訳、Little, Brown & Company、ISBN 978-0-31-676372-1
- （編集）「The Blackwell Encyclopedia of the Russian Revolution」、1988年
- （編集）「Agents for Change: Intelligence Services in the 21st Century」、2000年
- 「Secret Classrooms: An Untold Story of the Cold War」、2006年、Geoffrey Elliott 共著
- 「War or Revolution: Russian Jews and Conscription in Britain, 1917」、2006年
- 「Lenin: A New Biography」、1994年、、ドミトリー・ヴォルコゴーノフ 著/シュクマン 翻訳、HarperCollins、ISBN 978-0-00-255123-6